# 프레스턴 존스
프레스턴 존스(Preston Jones, 1983년 8월 21일 ~ )는 미국의 배우, 텔레비전 배우이다.
댈러스에서 태어났다.

## 영화
- 스프링 브레이크 '83 (2014년) - 칩 역
- 마인드 오브 이츠 오운 (2010년)
- 로드 트립 2 (2009년) - 앤디 역
- 트루 블러드 (2008년)
- 미라클 독스 투 (2006년) - 조쉬 역